# Аделебсен
Аделебсен (њем. Adelebsen) општина је у њемачкој савезној држави Доња Саксонија. Једно је од 29 општинских средишта округа Гетинген. Према процјени из 2010. у општини је живјело 6.626 становника. Посједује регионалну шифру (AGS) 3152001.

## Географија
Аделебсен се налази у савезној држави Доња Саксонија у округу Гетинген. Општина се налази на надморској висини од 187 метара. Површина општине износи 75,8 km².

## Становништво
У самом мјесту је, према процјени из 2010. године, живјело 6.626 становника. Просјечна густина становништва износи 87 становника/km².